# Општина Поприкани (Јаши)
Поприкани (рум. Popricani) општина је у Румунији у округу Јаши.
Oпштина се налази на надморској висини од 113 m.